# Itame vsolum
Itame vsolum är en fjärilsart som beskrevs av Schultz 1931. Itame vsolum ingår i släktet Itame och familjen mätare. Inga underarter finns listade i Catalogue of Life.